# Miguel Aguiló
Miguel Aguiló Alonso (Madrid, 1945) es Doctor Ingeniero de Caminos (1970,Universidad Politécnica de Madrid) y Licenciado en Ciencias Económicas (1974, Universidad Complutense de Madrid -UCM-). Profesor Emérito de la UPM, ha sido Catedrático de Historia, Arte y Estética de la Ingeniería Civil de la Escuela Superior de Ingenieros Caminos de Madrid, donde ha impartido también las asignaturas de Paisaje e Ingeniería Ambiental. Forma parte del Grupo de Investigación de Paisajes Culturales de la UPM.
En su actividad profesional ha sido director general y viceconsejero de Obras Públicas en la Comunidad de Madrid y, más adelante, presidente del Canal de Isabel II, Astilleros Españoles e Iberia la. Actualmente director de política estratégica en el Grupo ACS. Autor y director de numerosos proyectos de puentes y estructuras, ha logrado galardones como el Premio Nacional de Urbanismo y de Medio Ambiente, la Medalla de Honor del Colegio de Ingenieros de Caminos y el Premio Nacional de Ingeniería Civil. Además, es socio honorario de la Asociación de Ingenieros de Caminos y de la American Society of Civil Engineering, así como Colegiado de Honor del Colegio Oficial de Arquitectos de Madrid.
En junio de 2023, la Real Academia de Bellas Artes de San Fernando lo eligió académico de número por la Sección de Arquitectura. La candidatura fue presentada por el jurista Alfredo Pérez de Armiñán, el arquitecto y urbanista Fernando de Terán Troyano y el ingeniero Javier Manterola Armisén, quien presentó la laudatio. Ingresó en la Academia en enero de 2024 con el discurso Cuidar la Tierra, rehacer el mundo, y el arquitecto Luis Fernández Galiano fue el encargado de darle contestación en nombre de la Corporación.
Ha publicado 35 libros, 33 capítulos y 60 artículos entre los que destacan: Qué significa construir; Forma y tipo en el arte de construir puentes; El Paisaje construido; Diez tomos de la colección de Obras de Arquitectura e Ingeniería de ACS, sobre presas, puertos, caminos, energía eléctrica, puentes, edificios singulares, pasarelas, alta velocidad y cubiertas, más una síntesis sobre el Legado de lo construido.
Diez tomos de  la Colección de Ciudades de ACS. dedicados a las ciudades más importantes del mundo. Y ha comenzado una nueva colección sobre paisajes de metrópolis, iniciada con Filadelfia y Washington D. C.  Ha pronunciado 130 conferencias y ha participado en 30 mesas redondas.
Es Presidente-fundador de la Fundación Miguel Aguiló, cuyos fines son la investigación, desarrollo, innovación, formación y divulgación de la ingeniería civil, la arquitectura y disciplinas afines de construcción, especialmente en lo relacionado con su estética, historia y paisaje.

## Asociaciones y fundaciones
- Miembro de The Newcomen Society, sociedad para el estudio de la historia de la ingeniería y la tecnología, con sede en el Museo de la Ciencia de Londres desde 1978.
- Vocal de la Junta Directiva del Círculo de Bellas Artes de Madrid, desde 2002.
- Honorary Fellow of American Society of Civil Engineers, desde 2002.
- Miembro de honor y fundador de la Fundación Ingeniería y Sociedad desde 2006.
- Presidente-fundador de la Fundación Miguel Aguiló, desde 2009.
- Miembro fundador del Círculo Cívico de Opinión desde 2011.
- Patrono de la Fundación Caminos, del Colegio de Ingenieros de Caminos Canales y Puertos desde 2014.
- Presidente del Consejo de Administración de la  Revista de Obras Públicas (2012-2022).
- Presidente de la Comisión Científica del Colegio Libre de Eméritos y vicepresidente de su Patronato (2011-2022).
- Patrono de la Fundación Agustín Betancourt Archivado el 26 de febrero de 2015 en Wayback Machine. (2009-2018).
- Vicepresidente de la Fundación Aulamar (2004-2014).
- Consejero de AENA (2011-2012).
- Presidente y antes Vicepresidente de la Asociación de Ingenieros de Caminos (1999-2006).
- Presidente de Copa América Desafío Español, (1993-2001).

## Academias
Académico de Número electo de la Real Academia de Bellas Artes de San Fernando, desde 2023.

## Premios y reconocimientos profesionales
- Premio Nacional de Ingeniería Civil (2019).
- Colegiado de Honor del Colegio Oficial de Arquitectos de Madrid, desde 2019
- Premio de la Demarcación de Madrid del Colegio de Ingenieros de Caminos al Ingeniero de Caminos destacado (2011).
- Premio Ineco-Tifsa, al mejor artículo sobre Transportes publicado en la Revista de Obras Públicas en 2009, conjuntamente con Javier Manterola (2010).
- Socio de Honor de la Asociación de Ingenieros de Caminos (2008).
- Honorary Fellow of the American Society of Civil Engineers (2008).
- Medalla de Honor del Colegio de Ingenieros de Caminos, Canales y Puertos (1992).
- Premio Nacional de Medio Ambiente (1986) concedido por el Ministerio de Obras Públicas y Medio Ambiente a la Comunidad de Madrid, por el programa de Recuperación de Márgenes que dirige.
- Premio Nacional de Urbanismo (1982) concedido por el Ministerio de Obras Públicas y Urbanismo a la mejor tesis doctoral sobre temas de Urbanismo, leída en 1981..
- Premio Internacional Eduardo Torroja (1974).

### Libros(Hay versión inglesa en los marcados con *)
Colección de Paisajes de Metrópolis
- 2024. La construcción de New England entorno a Boston. ACS, Madrid. ISBN 978-84-09-67611-8
- 2023. De Philadelphia a Washington, la creación de la capital nacional. ACS, Madrid. ISBN 987-84-09-56415-6

Colección de Ciudades
- 2022. La mítica construcción de Chicago. ACS, Madrid.ISBN 978-84-09-46583-5*
- 2021. La necesaria construcción de Vancouver. ACS, Madrid.ISBN 978-84-09-36083-3 *
- 2020. La construcción del puerto y ciudad de Hamburgo. ACS, Madrid.ISBN 978-84-09-28256-2020*
- 2019. La construcción de Canadá en Toronto desde los extremos del río San Lorenzo. ACS, Madrid.ISBN 978-84-09-16566-7*
- 2018. La obstinada construcción de San Francisco. ACS, Madrid.ISBN 978-84-09-05850-1*
- 2017. La pragmática construcción de Londres. ACS, Madrid.ISBN 978-84-697-7481-6*
- 2016. La construcción de paisaje de Sídney. ACS, Madrid. ISBN 978-84-617-5921-7*
- 2015. La repetida construcción de Berlín. ACS, Madrid. ISBN 978-84-606-9049-8*
- 2014. La construcción del Nueva York moderno. ACS Madrid ISBN 978-84-697-1526-0*
- 2013. La construcción del actual Madrid. ACS, Madrid. ISBN 978-84-695-9365-3*

Colección de Obras de Arquitectura e Ingeniería
- 2011. Grandes Cubiertas Españolas. ACS, Madrid. ISBN 978-84-695-0811-4*
- 2010. La flamante red de alta velocidad española, Madrid. ACS. ISBN 978-84-693-8845-7 *
- 2009. La ligereza de las pasarelas españolas. ACS, Madrid. ISBN 978-84-932996-9-9 *
- 2008. Estructuras para edificios singulares españoles. ACS, Madrid. ISBN 978-84-932996-7-5 *
- 2007. El carácter de los puentes españoles. ACS, Madrid. ISBN 978-84-932996-5-1 *
- 2006. La pujanza de la energía eléctrica en España. ACS, Madrid. ISBN 978-84-932996-4-4
- 2005. Túneles y viaductos para los caminos españoles. ACS, Madrid. ISBN 84-932996-3-4
- 2004. Al abrigo de los puertos españoles. ACS, Madrid. ISBN 84-932996-1-1.
- 2002. La enjundia de las presas españolas. ACS, Madrid. ISBN 978-84-932996-2-0

Libros teóricos sobre temas básicos de la ingeniería Civil: 
- 2023. Cuidar la tierra, rehacer el mundo Brizzolis, arte en gráficas Madrid. ISBN 978-84-09-57365-3
- 2013. Qué significa construir. Claves conceptuales de la Ingeniería Civil. Editorial Abada, Madrid. ISBN 978-84-15289-76-0
- 2008. Forma y tipo en el arte de construir puentes. Editorial Abada, Madrid. ISBN 978-84-96775-26-8
- 1999. El Paisaje Construido : Una aproximación a la idea de lugar. Colegio de Ingenieros de Caminos, Madrid. ISBN 978-84-380-0152-3

Otros libros 
- 2016. El arte de construir y la cuestión de su sentido. Editorial de Universidad Cantabria, Santander.
- 2014. Patrimonio y paisaje de la Ingeniería Civil. I Jornada de Trabajo. Fundación Miguel Aguiló, Madrid. ISBN 978-84-937647-2-2
- 2012. Legado y proyección de lo construido en España. ACS, Madrid. ISBN 978-84-695-6618-3 *
- 2012. La construcción del paisaje americano II. Cuadernos del Colegio Libre de Eméritos, Madrid. ISSN 2171-486X; Con González Alonso, Santiago, como directores.
- 2010. La construcción del paisaje americano. Cuadernos del Colegio Libre de Eméritos, Madrid. ISSN 2171-486X Con González Alonso, Santiago, como directores
- 2008. Puentes para una exposición, Zaragoza 2008. Editorial Abada, Madrid. ISBN 978-84-96775-32-9
- 2005. Paisajes culturales. Colegio de Ingenieros de Caminos, Madrid, ISBN 978-84-380-0280-3 (editor y codirector).
- 2004. Javier Manterola Armisén. Pensamiento y Obra. Madrid: Fundación ESTEYCO. ISBN 84-921092-7-0 Con Manterola, Javier; Onzain, Mario; Rui-Wamba, Javier.
- 1995. Depuradoras en Madrid: Tecnología y arquitectura Industrial en el Canal de Isabel II. Canal de Isabel II. ISBN 978-84-920615-0-1
- 1991. Directrices y técnicas para la estimación de impactos: implicaciones ecológicas y paisajísticas de las implantaciones industriales. Criterios para el establecimiento de una normativa. Universidad Politécnica de Madrid. ISBN 84-600-3230-2
- 1985. Plan Integral del agua en Madrid: PIAM (Doc. 1. Objetivos, Estructura y Metodología, 1983; Doc. 2. Diagnóstico, 1984; Doc 3. Avance, 1984; Doc. 4. Plan y Programa). Comunidad de Madrid, 1985. ISBN 84-505-0350-7
- 1983, Directrices y técnicas para la estimación de impactos, editado por la Escuela de Ingenieros de Montes de la UPM (con A. Ramos y S. González Alonso).
- 1983. El agua en Madrid. Diputación de Madrid, ISBN 978-84-5008-447-4 (director y editor)

### Capítulos en Libros
- 2016. La lectura crítica de la obra de Torroja. En: Cassinello, Pepa (ed.) Libro catálogo del Museo Eduardo Torroja. Fundación Eduardo Torroja, Madrid:170-176
- 2016. La modernidad de los puentes-viga. En: Más allá del arco. Puentes de la Modernidad. Catálogo de la Exposición. CEDEX-CEHOPU, Ministerio de Fomento, Madrid:13-21.
- 2014. Las obras hidráulicas como patrimonio territorial. En: Obras Hidráulicas de la Ilustración Catálogo de la Exposición. CEDEX-CEHOPU, Ministerio de Fomento, Madrid:1-27.
- 2013. Significado territorial de lo construido. En: Arqueología de la memoria reciente. Construcción de la ciudad y el territorio en España 1986-2012. Catálogo de la Exposición. CBA, UPM, CEDEX, Círculo de Bellas Artes, Madrid:31-51.
- 2012. Paisajes del agua y la energía en Asturias. En: VII Congreso Docomomo Ibérico, La fábrica, paradigma de la modernidad. (Oviedo, abril de 2010):133-147, con Patricia Hernández-Lamas.
- 2012. The Construction of “Artifacts”, Physical Handmade Devices, as an Educational Method in Civil Engineering. INTED 2012 International Technology, Education and Development Conference PROCEEDINGS: 6315-6322. Con Jorge Bernabeu y Ana Berrocal. ISBN 978-84-615-5563-5.
- 2011. Los puertos, las ciudades y sus demandas recíprocas. En: La ciudad Portuaria del siglo XXI. Nuevos desafíos en la relación Puerto – Ciudad. RETE:131-141, ISBN 978-88-906509-01
- 2011. Formalización de los arcos metálicos. En: Ensayos en honor de Ricardo Aroca, Madrid 71-87. 71, Ricardo Sánchez Lampreave. ISBN 978-84-6143-791-7
- 2011. Pensar, actuar, explicar. En: Seis Ingenieros Vivos. 53, Ineco ISBN 978-84-6153-554-5
- 2009. Obras Públicas e Ingeniería. Rico, Francisco; Gracia, Jordi; Bonet Correa, Antonio; (eds.); Cap. Literatura y Bellas Artes en: España siglo XXI, dirigida por Salustiano del Campo y José Félix Tezanos. 411, Biblioteca Nueva. ISBN 978-84-9742-853-8
- 2008. Salidas, llegadas y transbordos. Una reflexión sobre las terminales de transporte. Ineco, Madrid (editor y director).
- 2008. Introducción al debate sobre estética del entorno. En: Estética del entorno: obra pública y paisaje . Cehopu, Madrid: 173-79.
- 2007. Aguas tranquilas, emplazamiento de puertos y playas urbanas. En: Playas urbanas: IV Curso internacional de relaciones puerto-ciudad. 13, Autoridad Portuaria de Santander. ISBN 978-84-9352-225-4
- 2007. El Paisaje. En: Guía de estudios del medio físico: 715, (Cátedra de Proyectos de la ETS de Ingenieros de Montes, UPM) Centro de publicaciones. Ministerio de Medio Ambiente. ISBN 978-84-9352-225-4.
- 2006. Aesthetics and Landscape of Spanish dams. En: Dams in Spain. 365, Colegio de Ingenieros de Caminos. ISBN 84-3800-318-4.
- 2006. Caracterización y pautas de los procesos de implantación pública de las infraestructuras. En: I Jornadas de Participación Ciudadana en la Planificación de Infraestructuras. Pamplona, del 8 al 10 de marzo de 2006. 433, Asociación Española de la Carretera. ISBN 84-8987-561-8.
- 2007. El paisaje desde la acción. En: Paisaje y Pensamiento. 209, Editorial Abada. ISBN 978-84-9625-884-6.
- 2004. Obra construida de Javier Manterola. En: Pensamiento y obra. Fundación Esteyco. ISBN 978-84-9210-927-2.
- 2003. La Alhambra como lugar. Ingeniería Hispano Musulmana. 141, Colegio de Ingenieros de Caminos, Madrid. ISBN 84-380-0233-1. ISBN 978-84-380-0233-9 (como editor)
- 2002. Abastecimiento de agua en las grandes ciudades de finales del XIX. En: La Ingeniería del agua en España en el siglo XIX. 213, Fundación del Canal de Isabel II.
- 2001. El Patrimonio Histórico de los Puentes. En: Homenaje a José Antonio Fernández Ordóñez. 275, Colegio de Ingenieros de Caminos, Madrid. ISBN 84-3800-191-2.
- 2001. El primer depósito del Canal. En: Agua y ciudad: detrás del grifo. 9, Fundación Canal de Isabel II. ISBN 84-9206-159-6
- 2001. La idea de lugar en la planificación ambiental. En: Homenaje a D. Ángel Ramos Fernández (1926 - 1998). 295, Real Academia de Ciencias Exactas, Físicas y Naturales. ISBN 84-8712-542-5.
- 1995. A Landscape Inventory. En: Quantitative Techniques in Landscape Planning. 47, CRC. Lewis Publishers. ISBN 15-6670-157-0.
- 1994. Recuperación de paisajes degradados. En: Primeras Jornadas sobre Medio Ambiente en Asturias (6 y 7 de abril de 1994). 109, Hunosa.
- 1986. La recuperación de los márgenes de los ríos y embalses en Madrid. En: Curso monográficosobre restauración del paisaje. 219, Escuela de Ingenieros de Montes de la Universidad Politécnica de Madrid. ISBN 84-6004-792-X.
- 1986. Visual impact assessment methodology for industrial development site review in Spain. En: Foundations for visual project analysis. 277, Wiley and Sons.
- 1984. El Paisaje: una metodología para la evaluación de la fragilidad visual. En: El impacto ambiental y la restauración de terrenos en minería a cielo abierto. Fundación Gómez-Pardo.
- 1982, Guía para la elaboración de Estudios del Medio Físico. Contenido y metodología, Ministerio de Obras Públicas y Urbanismo, serie Manuales 3, (con la Cátedra de Planificación de la Escuela de Ingenieros de Montes. ISBN 978-84-7433-183-7.
- 1981. La Valoración del Paisaje. En: Ingeniería Civil y Medio Ambiente. 139, Ministerio de Obras Públicas y Urbanismo. ISBN 84-7433-179-X.
- 1981. Visibilidad de las Obras Públicas en el Medio Rural. En: Ingeniería Civil y Medio Ambiente. 125, Ministerio de Obras Públicas y Urbanismo. ISBN 84-7433-179-X.
- 1974. Prefabricación: teoría y práctica. Editores Técnicos Asociados, ISBN 84-7146-133-1 (Coautor con José A. Fernández Ordóñez et al).
- 1973. Arquitectura y represión. Cuadernos para el diálogo. ISBN 84-2290-155-2 (Coautor con José A. Fernández Ordóñez et al).

### Artículos
- 2021 José Antonio Torroja 1933-2021. Número extraordinario. Revista de Obras Públicas, 3630
- 2018. Estaciones que estructuran la ciudad. Influencia en su ordenación, jerarquía e imagen. Revista de Obras Públicas 3595 (feb.2017): 24-39.
- 2017. Inversión y Obra Pública 4.0 (con Jaime Lamo de Espinosa, Antonio Papell, Juan Francisco Lazcano, Vicente Sánchez). Revista de Obras Públicas,164 (3589): 30-33
- 2017. La Torre Eiffel Apogeo del hierro, símbolo de París. Revista de Obras Públicas,164 (3583): 6-19
- 2016. La gestión en el Ayuntamiento de Madrid (con Antonio Papell), Revista de Obras Públicas, 163 (3580): 8-20
- 2016. Resumen ejecutivo de la segunda jornada. Foro de la Ingeniería Civil, Santander. Revista de Obras Públicas,163 (3578): 72-75
- 2016. Hacia una Estética del Dónde (con Jorge Bernabéu). Archivo Español de Arte. CSIC, 89, No 354: 165-182
- 2014. El tesoro patrimonial de las Obras Públicas. Revista de Obras Públicas, 3559 (Nov, 2014): 3-4, con Patricia Hernández-Lamas.
- 2014. Hacia una estética del dónde. Archivo Español de Arte. CSIC (En prensa: Aceptado para publicación tras evaluación en nov. 2014), con Jorge Bernabeu.
- 2014. Javier Manterola, Bridge Builder. Structural Engineering International. Journal of the International Association for Bridges and structural Engineering. Special Issue (Feb. 2014).
- 2012. Las Obras públicas en la formación de la ciudad. CyTET, Ciudad y Territorio, Estudios Territoriales, vol. XLIII, núm. 169-170. (otoño-invierno 2011, aparecido en marzo de 2012). ISSN 1133-4762: 555-560. Con Jorge Bernabeu.
- 2010. El paisaje de las Obras Públicas. Estudios Geográficos. Vol. LXXI, 269, pp. 601-632 (Jul-dic 2010), ISSN 0014-1496.
- 2009. El legado compositivo de los puentes romanos. Revista de Obras Públicas, 3515 (nov. 2009): 1 - 13. ISSN 0034-8619.
- 2009. Saber Ver la Ingeniería. Revista de Obras Públicas 3497 (mar 2009):7-28. (con Javier Manterola).
- 2007. Aguiló Alonso, Miguel & Búrdalo, Soledad. La Obra favorita de Miguel Aguiló Alonso. El Muelle de hierro de Portugalete. Revista del Ministerio de Fomento, ISSN 1577-4589, N.º 558, 2007 , pags. 2-7
- 2004.Aguiló Alonso, Miguel; Manterola, Javier; Onzain, Mario; Rui-Wamba, Javier. Javier Manterola Armisén. Pensamiento y Obra. Madrid: Fundación ESTEYCO. ISBN 84-921092-7-0.
- 2005. De factor de progreso, al impacto ambiental y al conflicto mediático. Informes de la Construcción, vol. 57, n.º 499-500. (Sept.-oct./nov.-dic., 2005): 87-96.
- 2003. Cien años de diseño de puentes. Revista Obras Públicas, 3.438 (nov. 2003): 27-32.
- 2003. Hacia una nueva dimensión ecológica en el diseño del paisaje. Fabrikart, 3 (2003): 126-136.
- 2003. Ingeniería civil versus Obras Públicas en el período de entreguerras. Revista de Obras Públicas, 3434 (junio de 2003): 73 a 82.
- 2002. Invariantes estéticos de la ingeniería civil. Revista de Obras Públicas, 3426 (octubre de 2002): 59-68.
- 1999. Infraestructuras y articulación del territorio. Revista de Obras Públicas, (junio de 1999) 3388: 58-66.
- 1990. Landscape planning in Spain. Built Environment, 16, 2. (1990): 98-110. Con A. Ramos y S. González Alonso.
- 1988. The landscape of water: introduction. Landscape and urban planning, (1)16, (1988): 1-11.
- 1986. El progreso de la gestión del agua en Madrid. Estudios Territoriales, núm. 21, (mayo - agosto de 1986): 155 166.
- 1985. Recuperación del paisaje afectado por el desdoblamiento de la N-IV en Despeñaperros. Revista de Obras Públicas, (Sept.1985): 709 722.
- 1984. Agua. Hacia una nueva planificación. Cauce 2000, 7 (julio - agosto de 1984): 39-41.
- 1984. Identificación de tramos de carretera de interés paisajístico. Revista de Obras Públicas, (mayo de 1984): 329-344.
- 1983. Función y diseño en las torres de los puentes colgantes. Revista de Obras Públicas, (Sept. 1983): 637-656.
- 1982. Metodología para la evaluación de la fragilidad visual del paisaje. Resumen de tesis doctoral. Informes de la Construcción. 349, (1982): 67 70.
- 1977. Un viaje por viejos puentes. Hormigón y Acero,  123, (1977): 61 81.

## Proyecto y construcción de Obras (hasta 1981)

### Puentes
- 110 puentes prefabricados íntegramente para la Autopista Bilbao - Zaragoza
- 150 puentes prefabricados sobre ferrocarril para Renfe, en Cataluña, Granada, Sevilla, Madrid, Guadalajara, Jaén, Zaragoza, Murcia,  etc.
- Cobertura túnel enlaces FF.CC. en Aluche (Madrid).
- Puentes en la variante de Tudela.
- Puente para los accesos a Galicia en Carballino (Orense).
- 30 puentes en la factoría ENTASA en Tarragona.
- Puente de seis vanos en Gandía (Valencia).
- Puente pérgola de tres vanos, en la autopista Barcelona - Tarragona en Vendrell.
- Puente en Cofrentes (Valencia).
- Puentes para el ferrocarril Papiol-Mollet.
- Cobertura Estación de Sarría.

### Aparcamientos
- Aparcamiento subterráneo en la calle Diputación de Barcelona.
- Aparcamiento subterráneo en la Plaza de Colón de Madrid.

### Almacenes y Fábricas
- Almacén en Valdemoro para El Corte Inglés (250.000 m²).
- Almacén en Torrejón para Galerías Preciados (140.000 m²).
- Fábrica y Oficinas en Móstoles para Lledó Iluminación.
- Fábrica en Tarragona para TAQSA.
- Almacén en Daganzo para Gitesa.
- Almacén en Coslada para Mackenzie Hill.
- Nave Artes Gráficas en Toledo para Prensa Española.
- Fábrica para Tabacalera en Logroño.